# Filip Skoraczewski

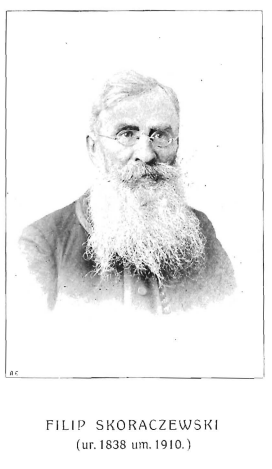
Filip Skoraczewski

Filip Skoraczewski (ur. 13 września 1838 w Godurowie koło Gostynia, zm. 13 lutego 1910 w Miłosławiu) – uczestnik powstania styczniowego, leśnik, działacz niepodległościowy, przedstawiciel pracy organicznej

## Życiorys
Urodził jako syn Jana Skoraczewskiego, rządcy majątku Franciszka Żółtowskiego. Naukę rozpoczął w Lesznie, kontynuował ją w Gimnazjum w Trzemesznie. Od 1858 r. uczył się w Gimnazjum Marii Magdaleny w Poznaniu, gdzie w 1862 r. zdał maturę. Jeszcze jako uczeń gimnazjum zaangażował się w działalność patriotyczną, będąc członkiem tajnego Towarzystwa Narodowego. Z jego ramienia przewodniczył młodzieży w czasie patriotycznych manifestacji, m.in. z okazji pogrzebu Gustawa Potworowskiego i Tytusa Działyńskiego, a także nabożeństwa żałobnego za Joachima Lelewela.
Pod wpływem Jana Kantego Działyńskiego planował studia przyrodnicze i kształcenie się w zawodzie leśnika, co miało mu umożliwić stypendium Towarzystwa Pomocy Naukowej im. Karola Marcinkowskiego. Przed podjęciem studiów udał się na praktykę jako elew leśnictwa w lasach państwowych do Ludwikowa koło Poznania.
W wyniku aresztowania przez policję pruską został skazany na 4 tygodnie więzienia (kary nie odsiedział), stracił praktykę w Ludwikowie i przeniósł się do Rydzyny.
Na wieść o wybuchu powstania styczniowego zaangażował się w prace Komitetu Działyńskiego. W stopniu podporucznika kosynierów został współorganizatorem oddziału powstańczego, który miał za zadanie rozpocząć działania w Kaliskiem. Skoraczewski brał udział w bitwie pod Pyzdrami i pod Ignacewem – tam został ranny. Aresztowany przez władze pruskie został osadzony w więzieniu w Gnieźnie, skąd zwolniono go 12 maja 1863 r. Poszukiwany w wyniku kolejnego śledztwa opuścił Wielkopolskę i w czerwcu 1864 r. pod obcym nazwiskiem udał się najpierw do Drezna, potem do Zurichu. W wyniku procesu berlińskiego został zaocznie skazany na karę śmierci.
W Zurichu rozpoczął studia na tamtejszej politechnice na wydziale leśnym, jednocześnie prowadząc działalność w organizacjach emigracji szwajcarskiej, m.in. w Towarzystwie Bratniej Pomocy oraz jako prezes Towarzystwa Naukowego Uczącej się Młodzieży Polskiej w Zurychu. Studia ukończył z odznaczeniem w 1866 r. W 1867 r. pod przybranym nazwiskiem Ignacego Mieloszyka (do swojego nazwiska wrócił po rozprawie rehabilitacyjnej w 1871 r.) przyjechał do Wielkopolski i osiadł w Bagatelce, gdzie jako nadleśniczy pracował do 1909 r. w dobrach miłosławskich Seweryna Mielżyńskiego, potem Kościelskich, podnosząc gospodarkę leśną na wysoki poziom.

## Rodzina
Żonaty był z Anielą Plecińską (ur. 1847, zm. 3 lipca 1921 r.) – ślub odbył się w Strzelcach Wielkich w 1871 r.
Mieli czworo dzieci:
- Ignacego (1874–1906 – popełnił samobójstwo)[4][5].
- Bronisławę (1872–1954), zamężną z leśnikiem Cyprianem Włodzimierzem Krzeszkiewiczem (1866-1947)[6][7].
- Bernardę (ur. 1875)[7].
- Janinę (1880–1906)[8][9].

Filip Skoraczewski zmarł w Miłosławiu 13 lutego 1910 r., został wraz z żoną pochowany na tamtejszym cmentarzu parafialnym.

## Praca organiczna i działalność społeczna
W Miłosławiu:
- współzałożyciel i długoletni dyrektor spółki Kasa Oszczędności i Pożyczki Towarzystwa Rolniczego (od 1889 r. Bank Ludowy), bank działał pod kuratelą ks. Augustyna Szamarzewskiego;
- prezes Towarzystwa Przemysłowego,
- dyrektor Amatorskiego Kółka Teatralnego,
- współorganizator Domu Starców,
- współdziałał przy założeniu fabryki cygar,
- współzałożyciel Towarzystwa Gimnastycznego „Sokół”,
- działacz kółka rolniczego,
- prezes Towarzystwa Przemysłowego,
- dyrektor Amatorskiego Kółka Teatralnego,
- współorganizator Domu Starców,
- współdziałał przy założeniu fabryki cygar,
- współzałożyciel Towarzystwa Gimnastycznego „Sokół”,
- działacz kółka rolniczego.

Ponadto:
- aktywnie udzielał się w Wydziale Leśnym Centralnego Towarzystwa Gospodarczego: organizował odczyty, w tym 2 sesje w Miłosławiu w 1871 r. i 1903 r., przyjmował wycieczki dla chętnych pokazujące gospodarkę leśną, zgłaszał potrzebę opracowania słownika polskiej terminologii leśnej, publikował artykuły na tematy leśnictwa,
- członek Towarzystwa Pomocy Naukowej w powiecie wrzesińskim jako sekretarz,
- członek Towarzystwa Urzędników Gospodarczych (od 1890 r. wiceprezes),
- członek Wydziału Przyrodniczego Towarzystwa Przyjaciół Nauk w Poznaniu – ofiarował mu swoje bogate zbiory paleontologiczne i ornitologiczne,
- członek Galicyjskiego Towarzystwa Leśnego,
- współorganizator powstałego w 1908 r. Towarzystwa Leśnego w Wielkim Księstwie Poznańskim i członek jego zarządu,
- autor „Materiałów do dziejów Miłosławia”, pierwszej próby przedstawienia dziejów miasta oraz „Opisu bitwy pod Miłosławiem r. 1848”.

## Upamiętnienie
- Honorowy obywatel Miłosławia (przed 1910 r.),
- pierwszy członek honorowy Towarzystwa Leśnego w Wielkim Księstwie Poznańskim (od lipca 1909 r.)[10],
- jego nazwiskiem nazwano ulice w Miłosławiu i Wrześni[11]
- w Piaskach znajduje się Arboretum im. Filipa Skoraczewskiego[12]